# Laizé
Laizé est une commune française située dans le département de Saône-et-Loire, en région Bourgogne-Franche-Comté.

## Géographie

### Localisation
Laizé est une commune du Mâconnais, dont la superficie est de 1 044 hectares (soit 10,44 km²).
Le village possède un hameau, du nom de Blany.

### Communes limitrophes
Les communes limitrophes sont Clessé, Charbonnières, Hurigny, Mâcon, La Roche-Vineuse, Saint-Maurice-de-Satonnay et Verzé.

### Climat
Pour des articles plus généraux, voir Climat de la Bourgogne-Franche-Comté et Climat de Saône-et-Loire.
En 2010, le climat de la commune est de type climat océanique dégradé des plaines du Centre et du Nord, selon une étude du Centre national de la recherche scientifique s'appuyant sur une série de données couvrant la période 1971-2000. En 2020, Météo-France publie une typologie des climats de la France métropolitaine dans laquelle la commune est dans une zone de transition entre le climat océanique altéré et le climat océanique altéré et est dans la région climatique Bourgogne, vallée de la Saône, caractérisée par un bon ensoleillement (1 900 h/an), un été chaud (18,5 °C), un air sec au printemps et en été et des vents faibles.
Pour la période 1971-2000, la température annuelle moyenne est de 11,4 °C, avec une amplitude thermique annuelle de 17,9 °C. Le cumul annuel moyen de précipitations est de 864 mm, avec 10,7 jours de précipitations en janvier et 7,3 jours en juillet. Pour la période 1991-2020, la température moyenne annuelle observée sur la station météorologique de Météo-France la plus proche, « Mâcon », sur la commune de Charnay-lès-Mâcon à 10 km à vol d'oiseau, est de 12,3 °C et le cumul annuel moyen de précipitations est de 833,7 mm. 
La température maximale relevée sur cette station est de 39,8 °C, atteinte le 13 août 2003 ; la température minimale est de −21,4 °C, atteinte le 15 février 1956,,.
Les paramètres climatiques de la commune ont été estimés pour le milieu du siècle (2041-2070) selon différents scénarios d'émission de gaz à effet de serre à partir des nouvelles projections climatiques de référence DRIAS-2020. Ils sont consultables sur un site dédié publié par Météo-France en novembre 2022.

## Urbanisme

### Typologie
Au 1er janvier 2024, Laizé est catégorisée commune rurale à habitat dispersé, selon la nouvelle grille communale de densité à sept niveaux définie par l'Insee en 2022.
Elle est située hors unité urbaine. Par ailleurs la commune fait partie de l'aire d'attraction de Mâcon, dont elle est une commune de la couronne,. Cette aire, qui regroupe 105 communes, est catégorisée dans les aires de 50 000 à moins de 200 000 habitants,.

### Occupation des sols
L'occupation des sols de la commune, telle qu'elle ressort de la base de données européenne d’occupation biophysique des sols Corine Land Cover (CLC), est marquée par l'importance des territoires agricoles (67,3 % en 2018), en diminution par rapport à 1990 (69,1 %). La répartition détaillée en 2018 est la suivante : terres arables (31 %), forêts (26,1 %), prairies (23,1 %), cultures permanentes (6,8 %), zones urbanisées (6,6 %), zones agricoles hétérogènes (6,3 %). L'évolution de l’occupation des sols de la commune et de ses infrastructures peut être observée sur les différentes représentations cartographiques du territoire : la carte de Cassini (XVIIIe siècle), la carte d'état-major (1820-1866) et les cartes ou photos aériennes de l'IGN pour la période actuelle (1950 à aujourd'hui).

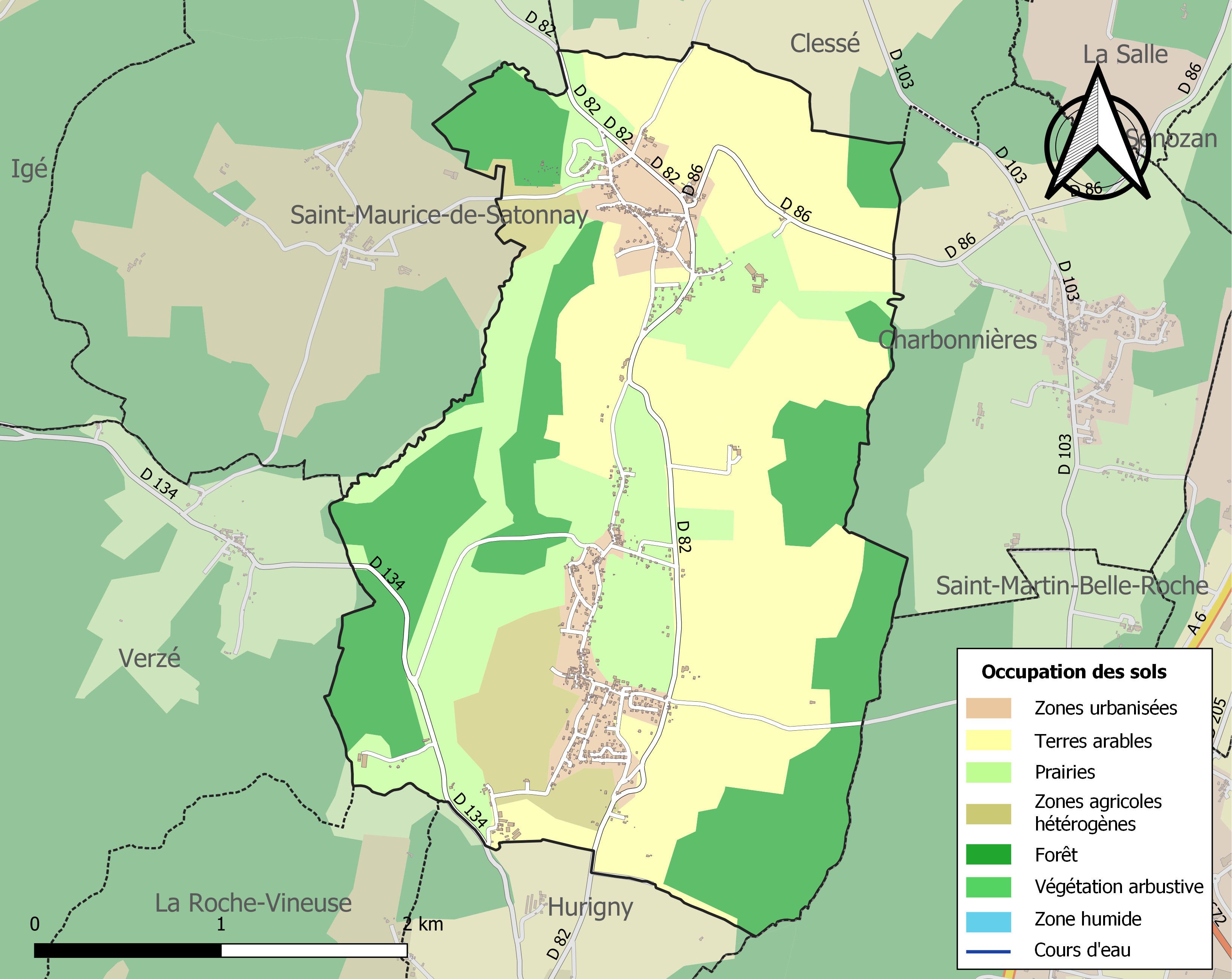
Carte des infrastructures et de l'occupation des sols de la commune en 2018 (CLC).

## Histoire
À compter du 11 novembre 1900, Laizé, via son hameau de Blany, fut desservie par le train, à la suite de l'inauguration ce jour-là de la ligne de chemin de fer à voie étroite Mâcon-Fleurville via Lugny qui fonctionna, pour le trafic quotidien des voyageurs, jusqu'en 1931. Cette ligne s’imposa progressivement comme un moyen de transport commode des voyageurs et des marchandises et son petit train, vite adopté sous le nom de Tacot de Fleurville, connut un succès ininterrompu jusqu’à sa disparition dans les années 1930, effectuant plusieurs allers-retours quotidiens. Outre des voyageurs, le Tacot transportait du vin, du charbon, du bétail, du bois ou de la pierre de taille. Il se composait de deux ou trois voitures de voyageurs, d’un fourgon à bagages et d’un wagon de marchandises.

## Ressources et productions
- Vigne, pâturages, polyculture.
- Porcins, bovins.
- AOC « Mâcon » et « Bourgogne », aire d'appellation du Viré-Clessé (avec Viré, Clessé et Montbellet).
- A la ferme de Givry : le domaine équestre de Laizé, école d'équitation, centre de loisirs et hébergements (chevaux et poneys).

## Politique et administration
| Période                                  | Période      | Identité                           | Étiquette                  | Qualité                  |
| ---------------------------------------- | ------------ | ---------------------------------- | -------------------------- | ------------------------ |
| 8/02/1790                                | 12/04/1791   | Michel Fadoux                      |                            | 1er maire                |
| 12/04/1791                               | 9/12/1792    | Léonard David                      |                            |                          |
| 9/12/1792                                | An VIII      | Beaufort Louis                     |                            |                          |
| 28 pluviôse an VIII                      | 1804         | Claude Joseph Pacquelet dit Cazard |                            |                          |
| 1804                                     | 1811         | Perraton                           |                            |                          |
| 1811                                     | 1815         | Claude Joseph Pacquelet dit Cazard |                            |                          |
| 1815                                     | 1848         | Antoine Durand                     |                            |                          |
| 1848                                     | 1855         | Pierre François Dubief             |                            |                          |
| 1855                                     | 1860         | Philibert Repey                    |                            |                          |
| 1860                                     | 1871         | J.-Paul Antoine Dubaut             |                            |                          |
| 1871                                     | 1874         | Antoine Janin-Lepine               |                            |                          |
| 1874                                     | 1876         | J-Paul Antoine Dubaut              |                            |                          |
| 1876                                     | 1890         | Albert J.-Marie François Siraudin  |                            |                          |
| 1890                                     | 1892         | Joseph Perraton                    |                            |                          |
| 1892                                     | 1895         | Joseph Lépine                      |                            |                          |
| 1895                                     | 1928         | Baptiste Simonet                   |                            |                          |
| 1928                                     | 1929         | Jean Gatinet                       |                            | Adjoint faisant fonction |
| 1929                                     | 1935         | Jehan Siraudin                     |                            |                          |
| 1935                                     | 1941         | Jean-Marie Philippe                |                            |                          |
| 1941                                     | 1947         | Jehan Siraudin                     |                            |                          |
| 1947                                     | 1957         | Michel Cusin                       |                            |                          |
| 1957                                     | 1965         | Claudius Simonet                   |                            |                          |
| 1965                                     | mars 1983    | Michel Pomathios                   |                            |                          |
| mars 1983                                | mars 2001    | Claude Cusin                       | DVG                        | Docteur                  |
| mars 2001                                | juillet 2011 | Jean-Pierre Petit                  | PS                         |                          |
| octobre 2011                             | 2020         | Hélène Friat                       | PS                         |                          |
| 2020                                     | 2022         | Claude Boulet                      | Partie Communiste Francais |                          |
| 2022                                     | 2025         | Daniel Delume                      |                            |                          |
| 2025                                     | 2026         | Philippe Demousseau                |                            |                          |
| Les données manquantes sont à compléter. |              |                                    |                            |                          |

## Enseignement

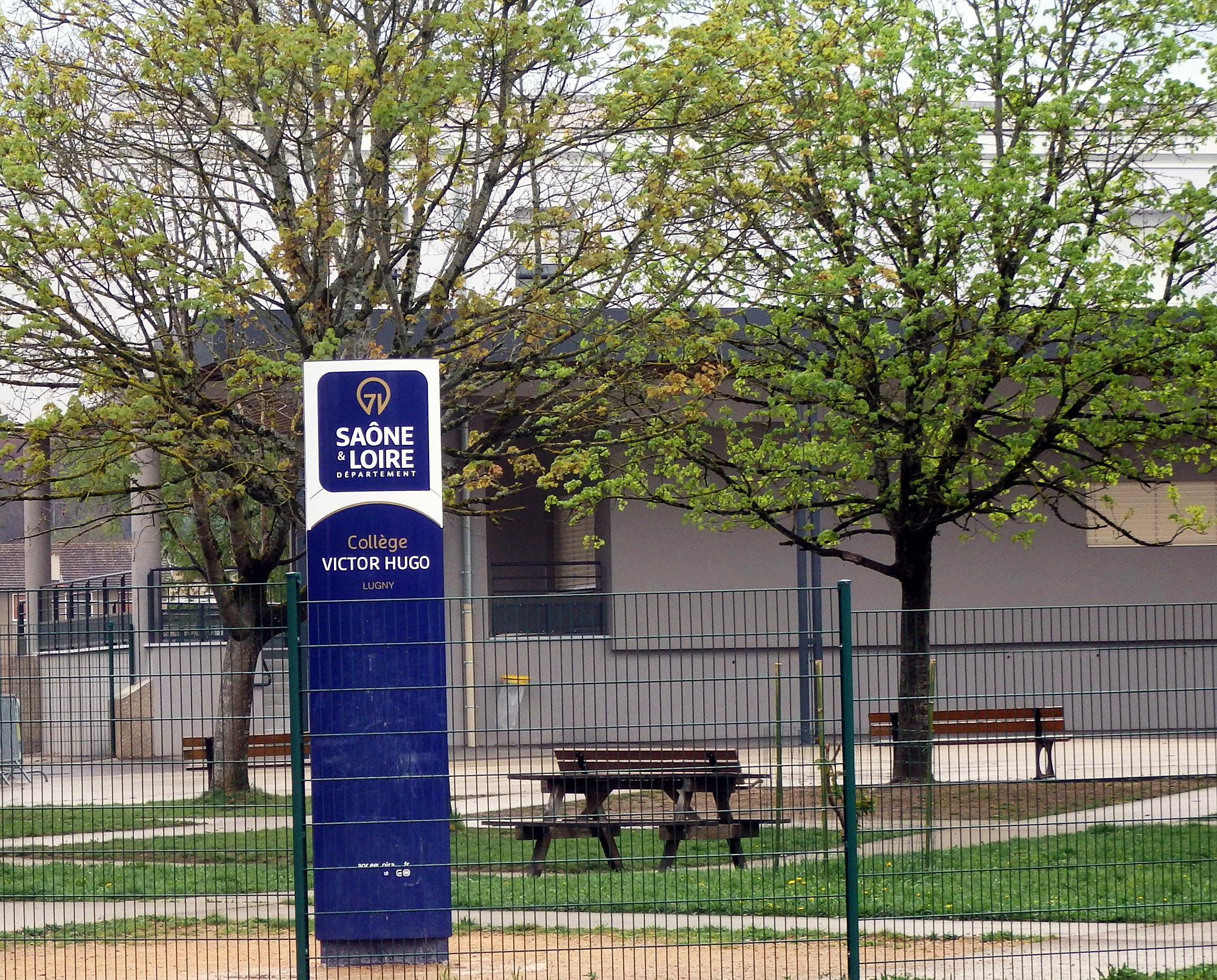
Le collège public Victor-Hugo de Lugny, entré en service en 1977 et dont la carte scolaire s'étend à 19 communes.

Pour l'enseignement secondaire, Laizé, avec dix-huit autres communes, relève de la carte scolaire du collège « Victor Hugo » de Lugny.

## Démographie

Les vignobles du Mâconnais.

L'évolution du nombre d'habitants est connue à travers les recensements de la population effectués dans la commune depuis 1793. Pour les communes de moins de 10 000 habitants, une enquête de recensement portant sur toute la population est réalisée tous les cinq ans, les populations de référence des années intermédiaires étant quant à elles estimées par interpolation ou extrapolation. Pour la commune, le premier recensement exhaustif entrant dans le cadre du nouveau dispositif a été réalisé en 2008.

En 2022, la commune comptait 1 135 habitants, en évolution de +4,13 % par rapport à 2016 (Saône-et-Loire : −1,06 %, France hors Mayotte : +2,11 %).
| 1793 | 1800 | 1806 | 1821 | 1831 | 1836 | 1841 | 1846 | 1851 |
| ---- | ---- | ---- | ---- | ---- | ---- | ---- | ---- | ---- |
| 634  | 655  | 615  | 614  | 648  | 711  | 713  | 750  | 946  |

| 1856 | 1861 | 1866 | 1872 | 1876 | 1881 | 1886 | 1891 | 1896 |
| ---- | ---- | ---- | ---- | ---- | ---- | ---- | ---- | ---- |
| 737  | 766  | 804  | 748  | 777  | 710  | 673  | 563  | 530  |

| 1901 | 1906 | 1911 | 1921 | 1926 | 1931 | 1936 | 1946 | 1954 |
| ---- | ---- | ---- | ---- | ---- | ---- | ---- | ---- | ---- |
| 537  | 540  | 511  | 465  | 461  | 413  | 416  | 407  | 385  |

| 1962 | 1968 | 1975 | 1982 | 1990 | 1999 | 2006 | 2008  | 2013  |
| ---- | ---- | ---- | ---- | ---- | ---- | ---- | ----- | ----- |
| 422  | 432  | 457  | 592  | 662  | 693  | 945  | 1 017 | 1 088 |

| 2018  | 2022  | - | - | - | - | - | - | - |
| ----- | ----- | - | - | - | - | - | - | - |
| 1 085 | 1 135 | - | - | - | - | - | - | - |

## Lieux et monuments

### Église Saint-AntoineXIe(IMH et SC)

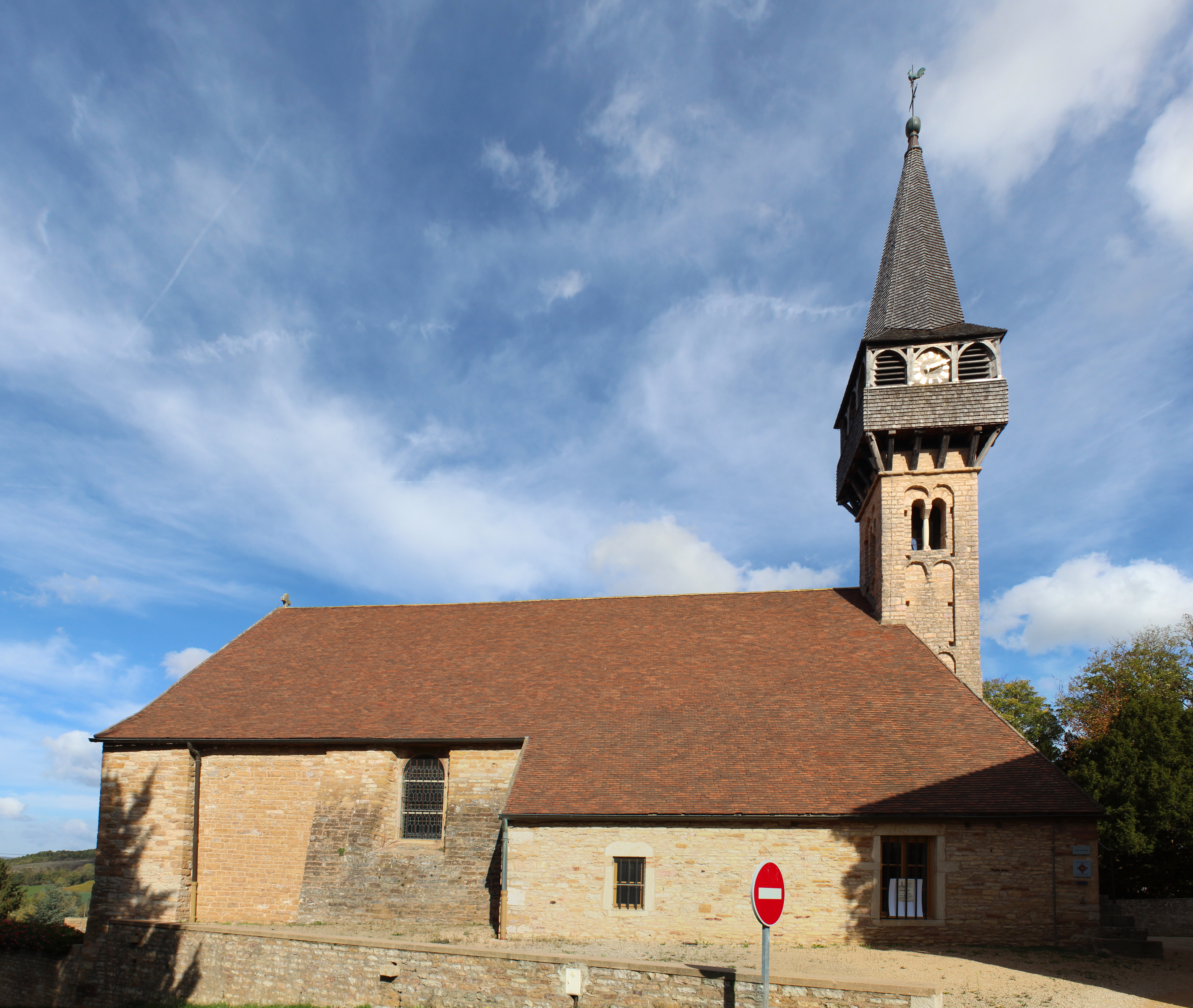
Église Saint-Antoine.

De style roman, l'église Saint-Antoine a été construite au XIe siècle. Classée à l'inventaire supplémentaire des Monuments historiques, cette église restaurée en 1988 et en 1990 possède un clocher singulier (collier de guet en bois, bretèche) reposant sur l'abside, remanié et fortifié au XVe siècle ; victime en avril 2012 d'une tempête et restauré en 2014, il abrite une cloche de 500 kg qui fut refondue et baptisée en 1850. La nef romane de l'église a été élargie au XIXe siècle, côté nord.
Parmi son mobilier figurent onze stalles (douze autrefois) datant du XVe siècle, disposées de part et d'autre du chœur et classées Monuments historiques depuis 1903. Cette même année fut également classé au titre des Monuments historiques le bénitier roman de l'église, daté du XIIe et décoré de guirlandes d'oves.
Cette église fait partie du circuit des églises romanes en Bourgogne-du-Sud. Propriété de la commune, elle est située au centre du village de Laizé.

### Autres monuments
Sont à voir à Laizé :

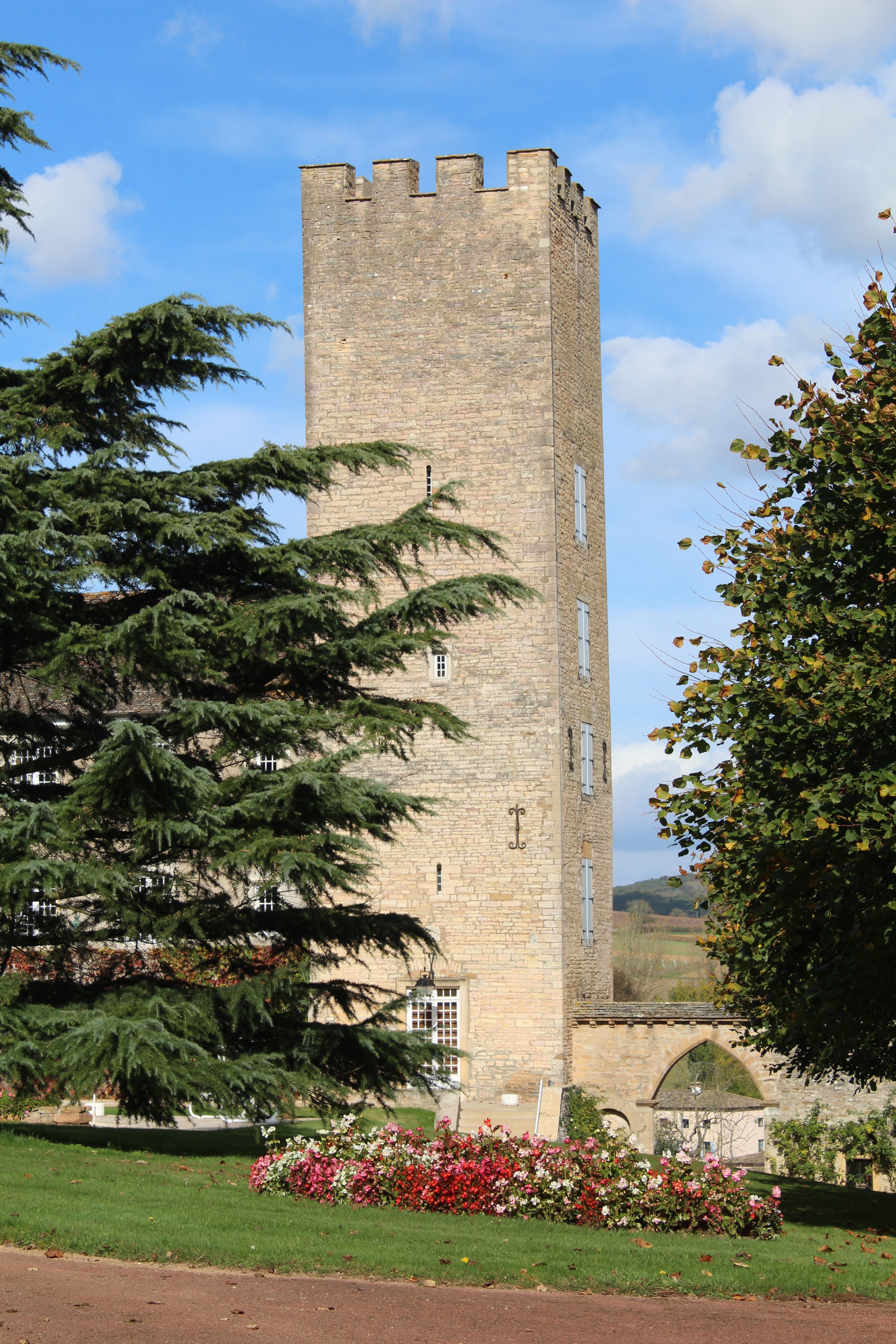
Donjon carré du château médiéval.

- le château médiéval, remarquable par son à haut donjon carré du XVe siècle[21] ;
- le château de Blany, bâti au début du XIXe siècle, qui a appartenu à la municipalité de Mâcon (il appartient désormais à un propriétaire privé) ;
- la tour de Perceval, au hameau Saint-Laurent, élégante maison forte du XVIe siècle ;
- l'antique pont Olim, sur la Mouge, restauré XVIIe siècle, qui aurait été bâti par les légions romaines (on l'appelle aussi le pont Taulin) ;
- plusieurs moulins à eau.

## Culte
Laizé appartient à l'une des sept paroisses composant le doyenné de Mâcon (doyenné relevant du diocèse d'Autun) : la paroisse Saint-Vincent de Paul de Mâcon qui, outre Laizé, comprend une partie de Mâcon (Notre-Dame de la Paix), Flacé, Hurigny, Sancé, Sennecé-lès-Mâcon et Saint-Jean-le-Priche.

## Personnalités liées à la commune
- Clément Duvernay (1993-) : Joueur de pétanque à l'Etoile Pétanque Laizéenne, champion de France Tête à tête 2024[22].

## Pour approfondir